# Fasianos
Os fasianos (em georgiano: ფაზიელები; romaniz.: Pazielebi; em grego: Φασιανοί; romaniz.: Phasianoí; em latim: Phasiani) eram uma antiga tribo localizada na parte oriental do Ponto. O comandante grego Xenofonte, que os encontrou durante sua marcha pela Ásia Menor até o mar Negro (401–400 a.C.), os coloca no rio Fásis. Aqui, o Fásis de Xenofonte não é a designação greco-romana comum para o moderno Rioni na Geórgia, mas as fontes do Araxes no que hoje é o nordeste da Turquia. Na época em que Xenofonte os encontrou, os fasianos controlavam o longo vale ao norte do monte Jiligul, e viviam na vizinhança dos cálibes e taocos, presumivelmente tribos proto-georgianas. O nome desta tribo parece ter sobrevivido nos topônimos regionais atuais – Bassiani georgiano, Fassiana bizantino, Basseã armênio e Passine turco.